# Evžen Neustupný
Evžen Neustupný (Prága, 1933. október 31. – 2021. január 14.) cseh régészprofesszor.

## Élete
Jiří Neustupný régészprofesszor fia.
A Károly Egyetemen végzett őskor és egyiptológia szakon 1957-ben. Ezután a Cseh Tudományos Akadémia prágai Régészeti Intézetének munkatársa lett. 1966-ban kisdoktori fokozatot szerzett, 1990-1993 között a Régészeti Intézet igazgatója lett. 1996-tól a brünni Masaryk Egyetem oktatója volt. 1998-tól docens, majd a pilseni régészeti tanszék alapító vezetője lett. 2002-től professzor.
Előbb a neolit és eneolit időszakával, majd teoretikus és módszertani kérdésekkel is foglalkozott. Az Európai Régészeti Szövetség alapító tagja volt.

## Elismerései
- 2014 Neuron-díj

## Válogatás műveiből
- 1998 Space in prehistoric Bohemia. Praha.
- 2000 Dvě archeologie – Two archaeologies. Acta historica et museologica Universitatis Silesianae Opaviensis 5/2000
- 2001 Hlavní problémy prostorové archeologie – Principal problems of spatial archaeology. In: J.Kozłowski - E.Neustupný (eds.): Archeologia przestrzeni – Metody i wyniki studiow osadniczych w dorzeczach górnej Laby i Wisły. 7–26.
- 2001 The cognitive role of archaeology. In: Z. Kobyliński (ed.): Quo vadis archaeologie? Whither European Archaeology in the 21st century? 30–37.
- 2003 The Non-Practical Dimensions of Prehistoric Landscapes. In: Kunow, J. - J. Müller (eds): Archäoprognose Brandenburg I - Forschungen zur Archäologie im Land Brandenburg 8, 291–296.
- 2004 Remarks on the Origin of the Linear Pottery culture. In: Lukes, A. - M. Zvelebil (eds): LBK Dialogues - BAR International Series 1304. Oxford, 3–5.